# Hawa Cissoko
Hawa Cissoko (* 10. April 1997 in Paris) ist eine französische Fußballspielerin. Im Verein spielt sie seit 2020 bei West Ham United; zudem ist sie Nationalspielerin für Frankreich.

## Vereinskarriere

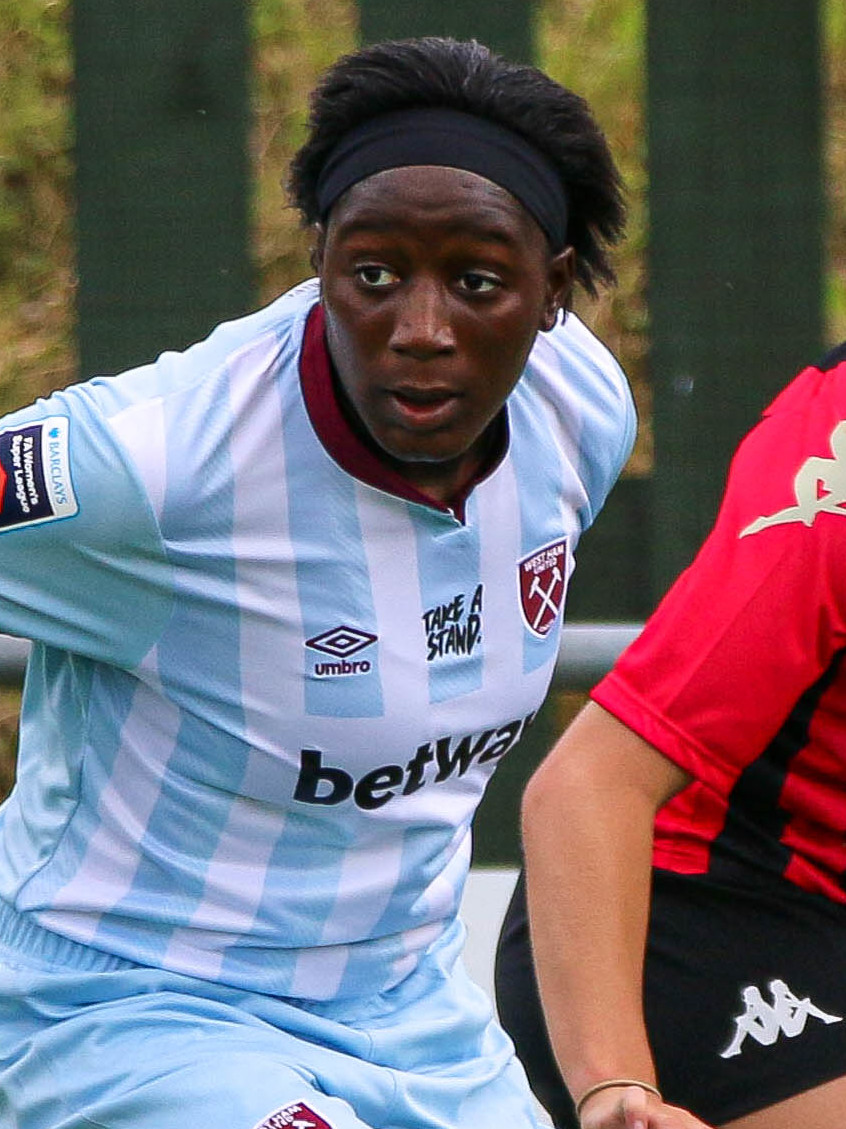
Hawa Cissoko (2021)

Die Tochter einer kinderreichen malischen Einwandererfamilie wuchs unter schwierigen Bedingungen auf und begann bei einem Amateurklub im Osten der Hauptstadt mit dem Vereinsfußball. Weil das Fußballspielen mit den Wertvorstellungen ihrer Eltern und zudem das Training zeitlich mit einem Arabisch-Kurs kollidierte, wollte Hawas Mutter ihr die Ausübung dieses Sports untersagen. Letztlich setzte sich das Mädchen aber durch. Mit 15 Jahren wechselte die relativ groß gewachsene, athletische Abwehrspielerin, die sowohl in der Innenverteidigung als auch auf der rechten Außenbahn einsetzbar ist, in die Jugendabteilung des Paris Saint-Germain FC. 2015 kam Hawa Cissoko zu ihrem Debüt in PSGs Erstligafrauschaft: Am letzten Spieltag der Saison 2014/15 stellte Trainer Farid Benstiti sie gegen Arras FCF auf, und das sogleich über volle 90 Minuten. In den folgenden beiden Jahren kamen unter Benstiti und dessen Nachfolger Patrice Lair allerdings lediglich sechs weitere Punktspieleinsätze sowie zwei im Landespokal hinzu, so dass sie sich 2017 Olympique Marseille anschloss. Dort spielte sie zwar häufiger als in Paris, aber am Saisonende belegte Cissoko mit Marseille nur den letzten Tabellenplatz.
Statt in die zweite Liga abzusteigen, nahm sie das Angebot des Fünftplatzierten ASJ Soyaux zum Wechsel in die Charente an. Erst dort wurde sie zur unangefochtenen Stammspielerin, versäumte in zwei Jahren nur ein einziges Ligaspiel, kämpfte in ihrer zweiten, aufgrund der Coronavirus-Pandemie vorzeitig abgebrochenen Saison 2019/20 allerdings erneut gegen den Abstieg. 
Im Sommer 2020 wagte sie den Schritt ins Ausland und ging zum englischen Erstligisten West Ham United. Während einer persönlich schwierigen ersten Saison, als sie nicht bloß wegen einer Verletzung nur zweite Wahl war, noch Sprachprobleme aufwies und auch nicht zu ihrer Familie nach Frankreich fahren durfte, entschloss sich die Muslima, im Alltag außerhalb der Stadien den Hidschāb zu tragen. In der Spielzeit 2021/22 ist sie bei den Londonerinnen zur Stammspielerin gereift, bekam allerdings auch schon zweimal die Rote Karte gezeigt.
Seit 2024 trägt sie den Dress des amtierenden italienischen Meisters AS Rom, bei dem sie auch in der Gruppenphase der Champions League regelmäßig eingesetzt wird.

### Stationen
- 2011–2012 Solitaires Paris Est FC
- 2012–2017 Paris Saint-Germain FC
- 2017/18 Olympique Marseille
- 2018–2020 ASJ Soyaux
- 2020–2024 West Ham United
- seit 2024 AS Rom

## Nationalspielerin
Hawa Cissoko kam erst im französischen A-Jugend-Auswahlteam zu internationalen Einsätzen; darin spielte sie dann aber 21 Partien. Scheiterte sie mit der U-19 bei der Jahrgangs-Europameisterschaft 2015 noch im Halbfinale, wurde sie ein Jahr später Europameisterin dieser Altersklasse und fehlte nur in einem der fünf Spiele ihrer Frauschaft, weil sie im Auftaktspiel gegen Norwegen vom Platz gestellt worden war. Ebenfalls 2016 wurde sie mit den Juniorinnen (U-20), für die sie insgesamt siebenmal aufgelaufen ist, Vizeweltmeisterin, und bei diesem Turnier in Papua-Neuguinea hatte Trainer Gilles Eyquem Cissoko in allen sechs Begegnungen in der Startformation berücksichtigt.
Für Frankreichs „zweiten Anzug“ im Erwachsenenbereich (France B) lief sie zwischen 2017 und 2019 achtmal auf, war an einem dritten Platz beim Istrien-Cup 2017 und dem Sieg beim Alanya Cup 2018 beteiligt.
In der A-Nationalelf debütierte Cissoko unter Corinne Diacre im Herbst 2017 gegen Spaniens und kurz darauf gegen Englands Frauen. Vier Jahre später kam sie erneut zu zwei Länderspielen, und Anfang 2022 berief die Trainerin sie in ihr Aufgebot für das Tournoi de France, das vorrangig der Vorbereitung auf die Europameisterschafts-Endrunde im Sommer diente und für die sie gleichfalls in das Aufgebot berufen wurde.
Bisher absolvierte Hawa Cissoko sechs A-Länderspiele, stand dreimal davon in der Startelf; einen Treffer hat die Defensivakteurin dabei nicht erzielt. (Stand: 25. Juni 2022)

## Palmarès
- U-19-Europameisterin: 2016
- U-20-Vizeweltmeisterin: 2016